# Bournazel, Aveyron

Bournazel este o comună în departamentul Aveyron din sudul Franței. În 1 ianuarie 2022 avea o populație de 325 de locuitori.